# Искушение святого Антония (картина Босха)
«Искушение святого Антония» — панно Иеронима Босха. В настоящее время находится в мадридском музее Прадо.
Святой Антоний изображён в раздумьях на фоне солнечного пейзажа, прислонившись к стволу сухого дерева. Святой Антоний является постоянной фигурой в работах Босха — на эту тему им написано до 15 картин. На этом полотне представлена обстановка уединения и соблазна, в которой святой пребывал более двадцати лет. Хотя эта картина значительно отличается от других работ Босха о святом Антонии, например, триптиха с этим же названием, обычные атрибуты святого всё же присутствуют, включая его тёмно-коричневое облачение с греческой буквой «тау» и свинью рядом с ним.
В противовес ранним работам о святом Антонии, эта версия «Искушения святого Антония» показывает святого спокойным и созерцающим. Окрестности рядом с ним умиротворяющие и вызывают чувство спокойствия. Лежащая рядом свинья подобна домашнему животному, а демоны, искушающие существа, не нарушают чувство умиротворения.
Эта картина, первоначально обрамлённая полукруглой аркой, была одной из поздних работ Босха и относится к периоду примерно после 1490 года. Филипп II Испании послал её в монастырь Эскориал близ Мадрида. Оттуда картина попала в музей Прадо в состав королевской коллекции.

## В культуре
- Картина помещена на обложку альбома «Невыносимая лёгкость бытия» группы Гражданская оборона.